# Gwyn Staley 400 1975
Gwyn Staley 400 1975 var ett stockcarlopp ingående i Nascar Winston Cup Series (nuvarande Nascar Cup Series) som kördes 6 april 1975 på den 0,625 mile (1,005 km) långa ovalbanan North Wilkesboro Speedway i North Wilkesboro, North Carolina. Totalt avverkades 250 miles (402,336 km) fördelat på 400 varv. Banunderlaget var asfalt. 
Loppet vanns av Richard Petty i en Dodge på tiden 2:46:39 körande för Petty Enterprises. Pettys snitthastighet var 90,009 mph. Han var vid målgång ensam förare på ledarvarvet, tre varv före tvåan Cale Yarborough. Det var Pettys 168:e vinst av totalt 200 i karriären. Prispotten uppgick till 44 715 dollar, varvid 8 675 dollar gick till segraren. 
Loppet är uppkallat efter stockcarföraren Gwyn Staley som förolyckades på Atlantic Rural Fairgrounds (nuvarande Richmond Raceway) 23 mars 1958 i ett lopp ingående i Nascar Convertible Division.

## Resultat
| Plc     | Nr | Förare            | Team/ bilägare              | Konstruktör | Start | Varv | Ledda varv |
| ------- | -- | ----------------- | --------------------------- | ----------- | ----- | ---- | ---------- |
| 1       | 43 | Richard Petty     | Petty Enterprises           | Dodge       | 2     | 400  | 311        |
| 2       | 11 | Cale Yarborough   | Junior Johnson & Associates | Chevrolet   | 6     | 397  | 16         |
| 3       | 15 | Buddy Baker       | Bud Moore Engineering       | Ford        | 3     | 394  | 3          |
| 4       | 71 | Dave Marcis       | K&K Insurance Racing        | Dodge       | 7     | 394  | 2          |
| 5       | 54 | Lennie Pond       | Elder-Ranier                | Chevrolet   | 9     | 393  | 7          |
| 6       | 72 | Benny Parsons     | DeWitt Racing               | Chevrolet   | 5     | 393  | 48         |
| 7       | 17 | Darrell Waltrip   | DarWal Inc.                 | Chevrolet   | 1     | 389  | 13         |
| 8       | 90 | Dick Brooks       | Donlavey Racing             | Ford        | 4     | 388  | 0          |
| 9       | 24 | Cecil Gordon      | Gordon Racing               | Chevrolet   | 10    | 385  | 0          |
| 10      | 30 | Walter Ballard    | Ballard Racing              | Chevrolet   | 13    | 384  | 0          |
| 11      | 48 | James Hylton      | Hylton Engineering          | Chevrolet   | 11    | 378  | 0          |
| 12      | 79 | Frank Warren      | Warren Racing               | Dodge       | 21    | 378  | 0          |
| 13      | 70 | J.D. McDuffie     | McDuffie Racing             | Chevrolet   | 14    | 377  | 0          |
| 14      | 60 | Joe Mihalic       | Viglione Racing             | Chevrolet   | 18    | 376  | 0          |
| 15      | 25 | Jabe Thomas       | Robertson Racing            | Chevrolet   | 12    | 374  | 0          |
| 16      | 47 | Bruce Hill        | Hill Racing                 | Chevrolet   | 16    | 372  | 0          |
| 17      | 96 | Richard Childress | Garn Racing                 | Chevrolet   | 8     | 371  | 0          |
| 18      | 65 | Carl Adams        | Adams Racing                | Ford        | 25    | 367  | 0          |
| 19      | 8  | Ed Negre          | Negre Racing                | Dodge       | 23    | 367  | 0          |
| 20      | 67 | Buddy Arrington   | Arrington Racing            | [[]]        | 20    | 363  | 0          |
| 21      | 46 | Travis Tiller     | Morgan-McClure              | Dodge       | 26    | 344  | 0          |
| 22      | 5  | Neil Castles      | Neil Castles                | Dodge       | 19    | 256  | 0          |
| 23      | 05 | David Sisco       | Sisco Racing                | Chevrolet   | 15    | 145  | 0          |
| 24      | 20 | Rick Newsom       | Newsom Racing               | Ford        | 27    | 125  | 0          |
| 25      | 01 | Earle Canavan     | Canavan Racing              | [[]]        | 24    | 36   | 0          |
| 26      | 23 | Charlie Griffin   | Robertson Racing            | Dodge       | 28    | 36   | 0          |
| 27      | 64 | Elmo Langley      | Langley-Woodfield Racing    | Ford        | 17    | 4    | 0          |
| 28      | 10 | Ricky Rudd        | Champion Racing             | Ford        | 22    | 3    | 0          |
| Källor: |    |                   |                             |             |       |      |            |